# Miramar (Hiszpania)
Miramar – gmina w Hiszpanii, w prowincji Walencja, we wspólnocie autonomicznej Walencja, o powierzchni 2,56 km². W 2011 roku liczyła 2558 mieszkańców.